# اورواپان
اورواپان (به اسپانیایی: Uruapan) از شهرهای کشور مکزیک است که در ایالت میچوآکان قرار دارد و جمعیت آن طبق سرشماری سال ۲۰۱۰ میلادی ۳۱۵٬۳۵۰ نفر بوده‌است.